# Gurtenfestival
Das Gurtenfestival ist ein Musikfestival auf dem Hausberg Gurten oberhalb von Bern in der Schweiz.
Das Gurtenfestival ist ein mehrtägiges Openair-Musikfestival. Es fand 1977 erstmals statt, seit Beginn der 1990er Jahre jährlich. Das Programm besteht aus Bands, die vor allem aus der Rock- und (Alternativ-)Pop-Szene stammen, in den Anfangsjahren besonders auch aus der Folkmusik, schliesslich wurde das ganze Spektrum von Blues bis Hip-Hop abgedeckt. Immer dabei sind aktuelle nationale Grössen der schweizerischen Musikszene.

## Geschichte

Eva-Maria Hagen (1981)

### 1977 bis 1987
Vorläufer des Gurtenfestivals war das Folkfestival Lenzburg, welches 1972 bis 1980 in Lenzburg im Kanton Aargau stattfand. 1977 fanden ein Folkfestival auf der Lenzburg und erstmals auf dem mehr Platz bietenden Gurten statt. Bis 1987 fanden weitere alternative Festivals mit viel Freiwilligenarbeit und ohne grosses Budget statt. Von Folk über Jazz über politische Musik bis zu Volksmusik waren viele Musikrichtungen vertreten, dies als ein wesentlicher Unterschied zu Lenzburg. Das Programm sowie weitere Texte und Bilder wurden jeweils in einem umfangreichen Programmheft, dem «Gurtebüechli», publiziert. Die Musik stand im Vordergrund des Interesses, doch wichtig war auch die politische Botschaft, die das Festival haben wollte. So gab es Verpflegung mit Kaffee und Bananen aus fairem Handel und viele Stände von Vereinigungen wie Amnesty International oder der Schweizerischen Vereinigung für Sonnenenergie.
Durchführungen:
- 1. Internationales Folk-Festival Bern-Gurten 2./3. Juli 1977[3]
- 2. Folkfestival Bern-Gurten 1./2. Juli 1978[4]
- 3. Internationales Folkfestival Bern-Gurten 30. Juni/1. Juli 1979[5]
- 4. Folkfestival Bern-Gurten 4./5. Juli 1981[6]
- 5. Internationales Festival Bern-Gurten 2./3. Juli 1983[7]
- 6. Internationales Festival Bern-Gurten 29./30. Juni 1985[8]
- 7. Internationales Festival Bern-Gurten 5./6. September 1987[9]

Das Festival 1987 endete mit einem Defizit von über 300'000 Franken. Wegen des schlechten Wetters erschienen nur rund die Hälfte der erwarteten 14'000 Besucher. Der Trägerverein war verschuldet und musste aufgeben.

### Ab 1991
Nach einer vierjährigen Festival-Pause erhielt eine Konzertagentur von der Stadt Bern die Bewilligung, das Gurtenfestival 1991 weiterzuführen. Zusammen mit Philippe Cornu, welcher von nun an das Booking übernahm, tastete man sich an die Herausforderungen dieses Events heran. Musikalisch wurde das Festival breit geöffnet, und erstmals kamen Sponsoren, wie z. B. eine Zigarettenmarke, ins Spiel. Danach entwickelte sich das Gurtenfestival zum musikalischen Grossanlass und gehört seitdem zu den grössten und medienwirksamsten Musikfestivals der Schweiz. Dem Gurtenfestival gelang es, durch ein abwechslungsreiches Programm, die einzigartige Lage und die stets friedliche Stimmung eine treue Stammkundschaft zu finden. Mit den Zuschauern zog es auch vermehrt internationale Topacts auf den Gurten. Von 1999 bis 2018 wurde das Gurtenfestival von der Berner Eventfirma Appalooza productions organisiert, welche von 2003 bis 2016 auch das Konzertlokal Bierhübeli betrieb. Seit 2019 ist die Gurtenfestival AG ein inhabergeführtes Unternehmen.
2006 war das Festival erstmals in diesem Jahrzehnt nicht ausverkauft und defizitär. Neben der bestehenden Haupt- und Zeltbühne wurde im Jahr 2007 die Waldbühne wieder eingeführt, welche zuletzt 1998 Bestandteil des Festivals gewesen war. Auf dieser Bühne wird Schweizer (Nachwuchs-)Künstlern eine Plattform geboten, indem jährlich vier Bands den Eröffnungsauftritt der Waldbühne gewinnen können. 2017 war das Gurtenfestival erstmals ausverkauft. 2018 wurde die Zeltbühne im Bereich der Sleeping-Zone errichtet. Durch die zunehmende Popularität von Schweizer Musik wurde die Waldbühne, auf der ausschliesslich Schweizer Acts auftreten, im ehemaligen Bereich der Zeltbühne erstellt. Die Tageskapazität von 20'000 Personen blieb bestehen.
In den Jahren 2020 und 2021 wurde das Festival wegen der Corona-Pandemie abgesagt.
Die 39. Ausgabe des Festivals ging fulminant zu Ende. 75'000 kumulierte Besucher – knapp 44'000 verschiedene Menschen (unique visitors) – belebten den Hausberg. 2023 feierte das Gurtenfestival seine 40. Durchführung (nicht 40. Jahr) mit einem Besucherrekord mit 98'500 Eintritten. Dies wurde möglich durch eine Verlängerung auf fünf Tage, Mittwoch bis Sonntag. Bei der 42. Ausgabe des Gurtenfestivals war der Mittwoch zum ersten Mal ausverkauft, nota bene bereits im Vorfeld. 

## Aufgetretene Künstler beim Gurtenfestival seit 1991
| Jahr | Datum                     | Besucher | Headliner (Auswahl) |
| ---- | ------------------------- | -------- | --- |
| 1991 | 31. August – 1. September |          | Nazareth, Donovan, Ralph McTell, The Flying Pickets, Konstantin Wecker |
| 1992 | 4. Juli – 5. Juli         |          | Little Village feat. Ry Cooder, Gipsy Kings, The Pogues, Nick Lowe, Tower of Power |
| 1993 | 16. Juli – 18. Juli       |          | Bob Dylan, Joan Baez, Vaya Con Dios, Alannah Myles, Manfred Mann’s Earth Band |
| 1994 | 15. Juli – 17. Juli       |          | UB40, INXS, Jethro Tull, Elvis Costello, Al Green, Marla Glen, Candy Dulfer |
| 1995 | 14. Juli – 16. Juli       |          | The Cure, Zucchero, The Cranberries, The Mission, Ben Harper, Jeff Buckley, Public Enemy, Zap Mama |
| 1996 | 19. Juli – 21. Juli       | 60'000   | Die Toten Hosen, Björk, Nick Cave with Kylie Minogue & PJ Harvey, Iggy Pop, Coolio, Jovanotti, House of Pain, Skunk Anansie, Massive Attack, Die Fantastischen Vier, Jimmy Cliff, Keziah Jones |
| 1997 | 18. Juli – 20. Juli       |          | Neneh Cherry, Spin Doctors, Simple Minds, Faithless, Run-D.M.C., De La Soul, Fun Lovin’ Criminals, Isaac Hayes, David Byrne, Element of Crime, Erasure, Shaggy, Youssou N’Dour, Ismaël Lô, Taj Mahal, Apocalyptica, Bürger Lars Dietrich & Stefan Raab |
| 1998 | 17. Juli – 19. Juli       | 36'000   | Portishead, Rammstein, Sinéad O’Connor, Herbert Grönemeyer, Chumbawamba, Asian Dub Foundation, Moby, The Corrs, Jestofunk, Therapy?, Bobby Byrd, Tito & Tarantula, Tito Puente |
| 1999 | 16. Juli – 18. Juli       | 45'000   | Skunk Anansie, Faithless, Die Fantastischen Vier, UB40, Keziah Jones, Tricky, Bloodhound Gang, Jonny Lang, Everlast, Alliance Ethnik, Björn Again, Gölä, Züri West, Patent Ochsner, Subzonic |
| 2000 | 14. Juli – 16. Juli       |          | Pet Shop Boys, Iggy Pop, All Saints, Moby, HIM, Moloko, Angélique Kidjo, Guano Apes, Asian Dub Foundation, Orishas, Ani DiFranco, The Wailers, Alpha Blondy, Laurent Garnier |
| 2001 | 13. Juli – 15. Juli       |          | Manu Chao, Erykah Badu, Morcheeba, Die Ärzte, PJ Harvey, Eagle-Eye Cherry, Fun Lovin’ Criminals, St Germain, Motörhead, Incognito, Khaled, Thomas D, Kool & The Gang, The Young Gods, Die Happy, Ska-P |
| 2002 | 19. Juli – 21. Juli       |          | Oasis, Die Toten Hosen, Jovanotti, Air, Lamb, Gotan Project, Beverley Knight, Jarabe de Palo, Bebel Gilberto, Chaka Khan, Seeed, The Charlatans, Gentleman, Ska-P, Sister Sledge, Bauchklang, Züri West, Patent Ochsner, Stiller Has |
| 2003 | 18. Juli – 20. Juli       |          | Massive Attack, Alanis Morissette, Die Fantastischen Vier, Skin, Tricky, Moloko, The Skatalites, Saybia, Starsailor, Farin Urlaub Racing Team, Röyksopp, Jimmy Cliff, Stress & Band, Danko Jones, The Earth, Wind & Fire Experience, Elvis Spectacular |
| 2004 | 15. Juli – 18. Juli       | 45'000   | Placebo, Ozomatli, Julian Marley, Ska-P, Seeed, 2raumwohnung, Mando Diao, Die Happy, Millencolin, Vive la Fête, The Streets, Kosheen, Monster Magnet, Stephan Eicher, Nena, IAM, Lunik, Plüsch, Die Ärzte, Sportfreunde Stiller, Wir sind Helden, Cameo, Nguru, Myslovitz |
| 2005 | 14. Juli – 17. Juli       | 45'000   | Adam Green, Athlete, Baze & Guests, Beatsteaks, Desorden Público, Dizzee Rascal, Farin Urlaub Racing Team, Frank Popp Ensemble, Gentleman & the Far East Band, Jovanotti, Juli, Karamelo Santo, Louie Vega and his Elements of Live, Lovebugs, Mando Diao, Mich Gerber, Miss Kittin, Open Season, Patent Ochsner, Patrice, Roots Manuva, Sektion Kuchikäschtli, Silbermond, Söhne Mannheims, Stress, Sum 41, Texas, Brand New Heavies, The Chemical Brothers, The Hives, The Prodigy, The Soundtrack of Our Lives, Us3, Within Temptation |
| 2006 | 13. Juli – 16. Juli       | 35'000   | James Blunt, Billy Idol, Xavier Naidoo, Manu Chao, David Gray, Kaizers Orchestra, The Sounds, Danko Jones, Wir sind Helden, Editors, Mattafix, Coldcut, Bela B., Jamie Cullum, Sportfreunde Stiller, Laurent Garnier & Bugge Wesseltoft, Fettes Brot, William White, We Are Scientists, Phoenix, Stiller Has, Culcha Candela, Breitbild, Gogol Bordello, Joy Denalane, Flogging Molly, Wurzel 5, Skin, Reamonn, Mousse T. & Band |
| 2007 | 19. Juli – 22. Juli       |          | Cypress Hill, Scissor Sisters, Basement Jaxx, Avril Lavigne, Baschi, Backslash, 6er Gascho, Gaugehill, Gimma & Band, The Delilahs, Stress, Beatsteaks, Die Fantastischen Vier, The Pipettes, Lunik, Jones, Brothertunes, Maury, The Young Gods, Hillbilly Moon Explosion, Seven, Plüsch, The Roots, Kosheen, Kelis, Nada Surf, Clawfinger, The Locos, Sunrise Avenue, Babylon Circus, 2raumwohnung, Dizzee Rascal, Freundeskreis, Christina Stürmer, Dieter Thomas Kuhn & Band, Peter Bjorn and John, Ojos de Brujo, The BossHoss, Shantel & Bucovina Club Orkestar, Magicrays, Pegasus, My Name Is George, Bligg & Band, Fiji, Swiss Jazz Orchestra & Friends, Donavon Frankenreiter, Joss Stone, Weyermann, Baze unplugged feat. Secondo, Gustav, Tomazobi |
| 2008 | 17. Juli – 20. Juli       | 40'000   | Herbert Grönemeyer, Amy Macdonald, HIM, Kaiser Chiefs, KT Tunstall, Züri West, Ich + Ich, Culcha Candela, Klee, The Chemical Brothers, The BossHoss, Ben Harper And The Innocent Criminals, The Corleons, Nils Burri und Band, Bettermondays, Gianni Spano |
| 2009 | 16. Juli – 19. Juli       |          | Sorgente, Phanamanation, Dropkick Murphys, The Gaslight Anthem, Churchhill, Bloc Party, White Lies, Solange La Frange, Franz Ferdinand, Röyksopp, Electric Blanket, Blue King Brown, Eskimo Joe, New Jack, Ayọ, Friendly Fires, Da Cruz, Ska-P, Gimma, Heidi Happy, Peter Fox, Sido, The Delilahs, Stress, Hockey, Bonaparte, Phenomden, Moonraisers, Loose Connection, Silbermond, Tokyo Ska Paradise Orchestra, Henrik Belden, Razorlight, Lovebugs, Redcharly, Oasis, Glasvegas, Eluveitie, Tricky, Pendulum, Wurzel 5, Seven, Kummerbuben, Familie Gantenbein, Patent Ochsner, Baddies, The Gamebois, Travis, Ritschi, Marius Tschirky, Kings of Leon, Juliette Lewis, Männer am Meer                                                                    |
| 2010 | 15. Juli – 18. Juli       | 72'000   | Bad Religion, Empire of the Sun, Babyshambles, Jet, Gossip, Faith No More, Editors, Lunik, Sens Unik, The Kooks, Groove Armada, Stereophonics, Archive, John Butler Trio, Skunk Anansie, Amy Macdonald, Milow, Filewile |
| 2011 | 14. Juli – 17. Juli       |          | Arctic Monkeys, Jamiroquai, Kasabian, Beady Eye, Brandon Flowers, Underworld, Pendulum, The National, Kaiser Chiefs, Soulwax, Beatsteaks, The Streets, Plan B, Jamie Cullum, The Script, Eels, Sophie Hunger, The Ting Tings, Kate Nash, Christophe Maé, Blumentopf, 77 Bombay Street |
| 2012 | 12. Juli – 15. Juli       | 76'000   | Lenny Kravitz, Norah Jones, Snow Patrol, The Roots, Jan Delay, Züri West, Patent Ochsner, Stress, Noel Gallagher’s High Flying Birds, Gorillaz Sound System, Digitalism, Fritz Kalkbrenner, Bonaparte, Example, Friendly Fires, Birdy Nam Nam, Leningrad Cowboys, Dick Brave and the Backbeats, Santigold, Parov Stelar Band, Nneka, Xavier Rudd, Dry The River, The Subways, Edward Sharpe and the Magnetic Zeros, Boy, Frank Turner & The Sleeping Souls, Casper, Kraftklub, Yodelice, Thees Uhlmann, Other Lives, Phenomden |
| 2013 | 18. Juli – 21. Juli       | 77'000   | Die Toten Hosen, Die Fantastischen Vier, The Smashing Pumpkins, Hurts, Emeli Sandé, Volbeat, Chase & Status, Sophie Hunger, Triggerfinger, Imagine Dragons, Bastille, Zaz, Eluveitie, Alex Hepburn, Seven, Knife Party, Friska Viljor, Netsky |
| 2014 | 17. Juli – 20. Juli       | 78'000   | Massive Attack, Placebo, The Prodigy, Franz Ferdinand, Everlast, Biffy Clyro, Cypress Hill, John Butler Trio, Sportfreunde Stiller, The Kooks, Kodaline, Jake Bugg, Bonaparte, Milky Chance, Parov Stelar Band, Bastian Baker, Modestep, Booka Shade, Stiller Has |
| 2015 | 16. Juli – 19. Juli       | 78'000   | Die Fantastischen Vier, Ellie Goulding, Cro, Patent Ochsner, Patti Smith, Casper, Kraftklub, George Ezra, Farin Urlaub Racing Team, Lo & Leduc, Stress, Giorgio Moroder, Kummerbuben, Frank Powers, Birth of Joy |
| 2016 | 14. Juli – 17. Juli       | 79'000   | Muse, Passenger, Travis, Boys Noize, 77 Bombay Street, Nickless, Kygo, Paul Kalkbrenner, Rudimental, The Lumineers, John Newman, Rea Garvey, Namika, Bastille |
| 2017 | 12. Juli – 15. Juli       | 80'000   | Macklemore & Ryan Lewis, Imagine Dragons, Fritz Kalkbrenner, Beginner, Casper, House of Pain, Jack Garratt, Marteria, Rag’n'Bone Man, The Bloody Beetroots, Royal Blood, Feine Sahne Fischfilet, SDP |
| 2018 | 11. Juli – 14. Juli       | 77'100   | Gorillaz, Prophets of Rage, Alt-J, Cro, Angus & Julia Stone, Bonez MC & RAF Camora, Damian Marley, Kraftklub, MØ, 257ers, Alice Merton |
| 2019 | 17. Juli – 20. Juli       | 77'000   | Twenty One Pilots, Annenmaykantereit, Marteria & Casper, Tash Sultana, Lauryn Hill, Patent Ochsner, Rudimental, Lo & Leduc |
| 2022 | 13. Juli – 16. Juli       | 75'000   | Black Eyed Peas, Kraftklub, Megan Thee Stallion, Erykah Badu, Seeed, The Chemical Brothers, Sophie Hunger & Bonaparte |
| 2023 | 12. Juli – 16. Juli       | 98'500   | Apache 207, Deichkind, die Toten Hosen, J Balvin, Lil Nas X, Rosalía, Angèle, Badmómzjay, BHZ, Fettes Brot, Hecht, Lo & Leduc, Nina Chuba, Phoenix, Rema, Róisín Murphy, Tom Odell |
| 2024 | 17. Juli – 20. Juli       | 73'000   | Burna Boy, Justice, Patent Ochsner, Peter Fox, 01099, Altın Gün, Brutalismus 3000, Faber, Giant Rooks, Jain, Pashanim, Ski Aggu, Thee Sacred Souls |
| 2025 | 16. Juli – 19. Juli       | 98'000   | Will Smith, Macklemore, CRO, K.I.Z, Ski Aggu, Lola Young, Jorja Smith, Franz Ferdinand |
| 2026 | 15. Juli – 18. Juli       |          | |